# Euphorbia canuti
Euphorbia canuti es una especie fanerógama perteneciente a la familia Euphorbiaceae. Es endémica de Francia e Italia .

## Taxonomía
Euphorbia bussei fue descrita por Filippo Parlatore y publicado en Flora italiana, ossia descrizione delle piante ... 4: 462. 1869.
Etimología
Euphorbia: nombre genérico que deriva del médico griego del rey Juba II de Mauritania (52 a 50 a. C. - 23), Euphorbus, en su honor – o en alusión a su gran vientre –  ya que usaba médicamente Euphorbia resinifera. En 1753 Carlos Linneo asignó el nombre a todo el género.
canuti: epíteto otorgado en honor de Theóphile Canut (1827 - 1874). botánico francés que recolectó plantas en Francia e Italia.
Sinonimia
- Euphorbia hyberna var. canuti (Parl.) Fiori
- Euphorbia hyberna subsp. canuti (Parl.) Tutin
- Tithymalus hybernus subsp. canuti (Parl.) Soják	[4][5]